# Cucullia xeranthemi
Cucullia xeranthemi là một loài bướm đêm trong họ Noctuidae.